# Варіація повороту кривої

Варіація повороту цієї кривої дорівнює

Варіація повороту кривої — інтеграл кривини кривої за її довжиною.

## Означення
Варіація повороту кривої {\displaystyle \gamma } на площині або в просторі визначається як точна верхня межа суми зовнішніх кутів вписаної в {\displaystyle \gamma } ламаної.
У разі якщо крива {\displaystyle \gamma } замкнута, вписана ламана також передбачається замкнутою.

### Зауваження
Якщо {\displaystyle \gamma \colon [a;\,b]\to \mathbb {E} ^{d}} гладка крива, параметрезована довжиною, {\displaystyle \kappa (s)} — її кривина, то варіація повороту дорівнює інтегралу модуля кривизни:
- {\displaystyle \int \limits _{a}^{b}|\kappa (s)|\cdot ds.}

Варіацію повороту гладкої регулярної кривої {\displaystyle \gamma \colon [a;\,b]\to \mathbb {E} ^{d}}} можна також визначити як довжину її дотичної індикатриси; тобто кривої {\displaystyle \tau (s)\colon [a;\,b]\to \mathbb {S} ^{d-1}} утвореної одиничними дотичними векторами.